# Piper hispidum
Piper hispidum är en pepparväxtart som beskrevs av Olof Swartz. Piper hispidum ingår i släktet Piper och familjen pepparväxter.

## Underarter
Arten delas in i följande underarter:
- P. h. lanceolatum
- P. h. patulipilum
- P. h. surinamense
- P. h. trachydermum